# Cerataryt
Cerataryt (lat.: cera – Wachs) ist eine nur selten gebrauchte grafische Tiefdrucktechnik, die um 1900 von Feliks Jablczynski (1865–1928) entwickelt wurde. Der Druckstock ist hier keine Metallplatte, sondern eine Wachsleinwand oder Linoleum. In die Fläche wird mit Kaltnadel eingeschnitten.